# Masdevallia mystica
Masdevallia mystica är en orkidéart som beskrevs av Carlyle August Luer. Masdevallia mystica ingår i släktet Masdevallia och familjen orkidéer.
Artens utbredningsområde är Colombia. Inga underarter finns listade i Catalogue of Life.